# Леслі Манн
Ле́слі Джин Манн (англ. Leslie Jean Mann; нар. 26 березня 1972) — американська комедійна акторка. Лауреатка премії Golden Schmoes (найкраща акторка другого плану, 2007) і CinemaCon (зірка комедії — 2014).

## Життєпис
Леслі Манн народилась у Сан-Франциско, Каліфорнія, і виросла в Ньюпорт-Біч. Манн виховувала мати, агентка з нерухомості, яка була тричі одружена. Про свого батька Манн говорила: «Мій батько… У мене його немає. Тобто, він справді існує, але у нас з ним немає жодних стосунків». Її бабуся, Sadie Viola Heljä Räsänen, по материній лінії, була дочкою фінських іммігрантів.
Манн каже, що в роки молодості була «сором'язливою» дівчиною. Вона закінчила школу Корона дель Мар і вивчала акторську майстерність у Джоан Берон / D. W. Brown Studio разом із комедійною трупою The Groundlings.

## Особисте життя

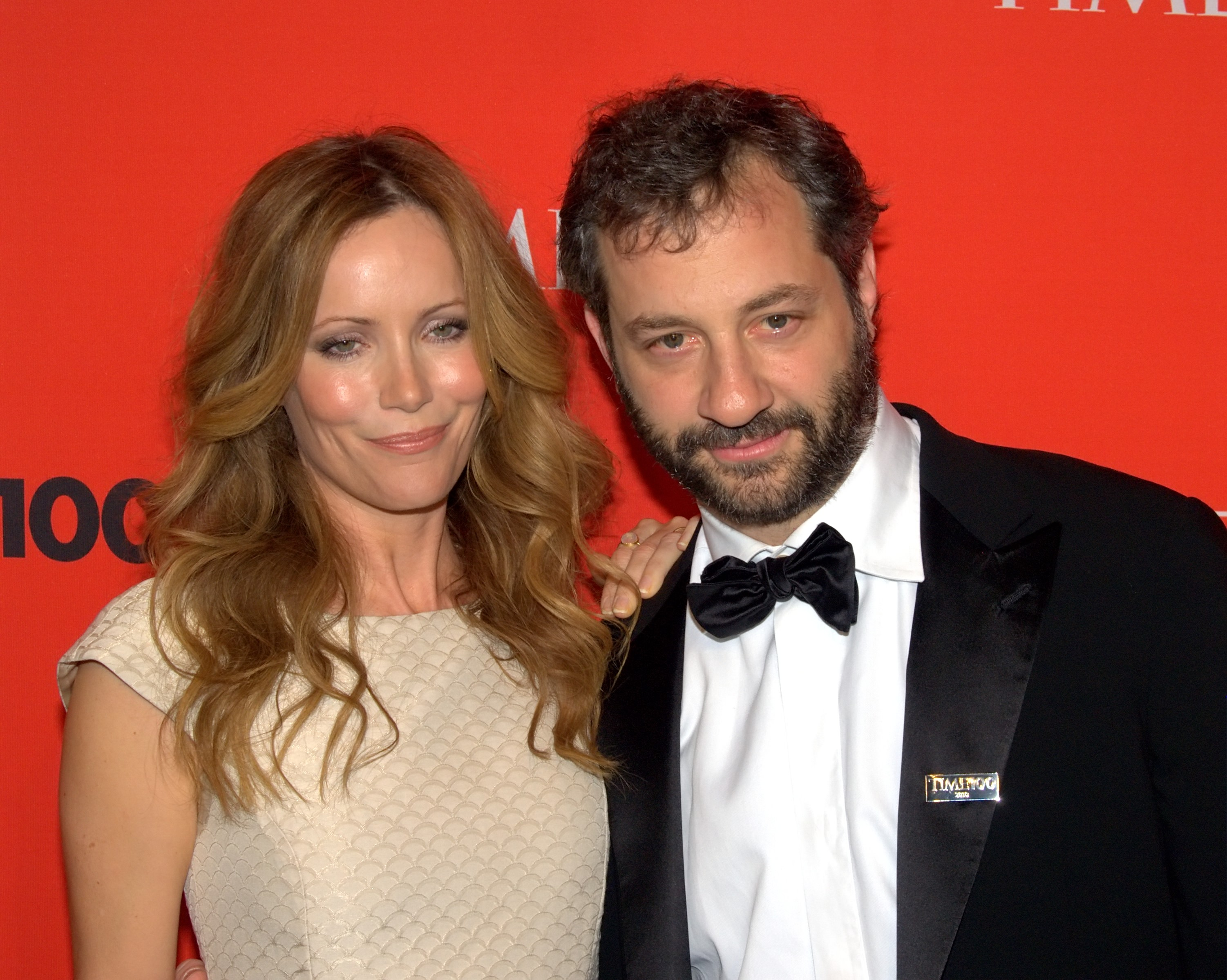
Леслі Манн із чоловіком, кінорежисером Джаддом Апатоу

9 червня 1997 року Манн одружилася з Джаддом Апатоу, з яким познайомилась на зйомках фільму Бена Стіллера «Кабельник» (1996). Вони виховують двох дочок, Айріс та Моуд, яких можна побачити у фільмах «Трошки вагітна», «Приколісти» та «Кохання по-дорослому», як дітей героїнь Манн.
Манн і Апатоу уже тривалий час фінансово підтримують некомерційну організацію 826LA, яка зосереджена на заохоченні навичок письма молоді з неблагополучних сімей.

## Фільмографія
| Рік  |    | Українська назва                  | Оригінальна назва         | Роль                                |
| ---- | -- | --------------------------------- | ------------------------- | ----------------------------------- |
|      | с  |                                   | The Power                 | Марго Клірі-Лопес                   |
| 2022 | ф  |                                   | Cha Cha Real Smooth       |                                     |
| 2022 | ф  |                                   | The Bubble                |                                     |
| 2020 | мф | Сімейка Крудсів: Нова ера         | The Croods 2              | Гоуп Беттерман (голос)              |
| 2020 | ф  | Колишня з того світу              | Blithe Spirit             | Ельвіра Кондомайн                   |
| 2019 | ф  | Сирота Бруклін                    | Motherless Brooklyn       | Джулія Мінна                        |
| 2018 | ф  | Ласкаво просимо до Марвена        | Welcome to Marwen         | Ніколь                              |
| 2018 | ф  | Секс-контроль                     | Blockers                  | Ліза                                |
| 2016 | ф  | Комік                             | The Comedian              | Гармоні Шільц                       |
| 2016 | ф  | В активному пошуку                | How to Be Single          | Меґ, старша сестра Еліс             |
| 2015 | ф  | Канікули                          | Vacation                  | Одрі Кренделл                       |
| 2014 | ф  | Інша жінка                        | The Other Woman           | Кейт Кінг                           |
| 2014 | мф | Ріо 2                             | Rio 2                     | Лінда Гундерсон (голос)             |
| 2014 | мф | Містер Пібоді та Шерман           | Mr. Peabody & Sherman     | Петті Петерсон (голос)              |
| 2014 | мс | Сімпсони                          | The Simpsons              | Леслі Манн (1 епізод, голос)        |
| 2013 | ф  | Елітне суспільство                | The Bling Ring            | Лорі, мати Ніка                     |
| 2012 | ф  | Кохання по-дорослому              | This Is 40                | Деббі                               |
| 2012 | мф | Паранорман                        | ParaNorman                | Сандра Бебкок, мати Нормана (голос) |
| 2011 | с  | Аллен Грегорі                     | Allen Gregory             | Джина Вінтроп (7 епізодів, голос)   |
| 2011 | с  | Американська сімейка              | Modern Family             | Кеті (1 епізод)                     |
| 2011 | ф  | Хочу як ти                        | The Change-Up             | Джеймі Локвуд                       |
| 2011 | ф  | Ріо                               | Rio                       | Лінда Гундерсон (голос)             |
| 2011 | ф  |                                   | Little Birds              | Маргарет Гобарт                     |
| 2009 | ф  | Приколісти                        | Funny People              | Лора                                |
| 2009 | ф  | 17 знову                          | 17 Again                  | Скарлет О'Доннел                    |
| 2009 | ф  | Я кохаю тебе, Філліпе Моріс       | I Love You Phillip Morris | Деббі                               |
| 2008 | ф  | Крихітка з Беверлі-Гіллз          | Beverly Hills Chihuahua   | Біміні (немає в титрах)             |
| 2008 | ф  | Школа виживання                   | Drillbit Taylor           | Ліза                                |
| 2008 | ф  |                                   | Shorts                    | Мама Томпсон                        |
| 2007 | ф  | Трошки вагітна                    | Knocked Up                | Деббі Скотт                         |
| 2005 | ф  | Сорокалітній незайманий           | The 40-Year-Old Virgin    | Ніккі                               |
| 2002 | ф  | Пограбування Гарварду             | Stealing Harvard          | Ілейн Ворнер                        |
| 2002 | ф  | Країна чудіїв                     | Orange County             | Кріста                              |
| 2001 | ф  | Парфум                            | Perfume                   | Камілла                             |
| 2000 | ф  | Таймкод                           | Timecode                  | Шерін                               |
| 2000 | с  | Диваки і навіжені                 | Freaks and Geeks          | пані Футі (1 епізод)                |
| 1999 | ф  | Великий тато                      | Big Daddy                 | Корін Мелоуні                       |
| 1998 | мс | Геркулес                          | Hercules                  | Амфітріта (2 епізоди, голос)        |
| 1997 | ф  | Джордж із джунглів                | George of the Jungle      | Урсула Стенгоуп                     |
| 1996 | ф  | Герой-одинак                      | Last Man Standing         | Ванда                               |
| 1996 | ф  | Тільки вона єдина                 | She's the One             | Конні                               |
| 1996 | ф  | Кабельник                         | The Cable Guy             | Робін Гарріс                        |
| 1996 | ф  | Пляшкова ракета                   | Bottle Rocket             | дівчина (немає в титрах)            |
| 1996 | ф  | Речі, які я тобі ніколи не казала | Cosas que nunca te dije   | Лорі                                |
| 1995 | с  |                                   | The Wright Verdicts       | Еріка Мерсер (пілотний епізод)      |
| 1994 | с  |                                   | Birdland                  | медсестра Мері (3 епізоди)          |
| 1991 | ф  | Школа незайманих                  | Virgin High               | кучерява учениця                    |